# Osoje (gmina Prijepolje)
Osoje (cyr. Осоје) – wieś w Serbii, w okręgu zlatiborskim, w gminie Prijepolje. W 2011 roku liczyła 466 mieszkańców.